# Авл Постумий Альбин (консул 99 года до н. э.)
Авл Посту́мий Альби́н (лат. Aulus Postumius Albinus; умер предположительно в 89 году до н. э. под Помпеями) — древнеримский политический деятель из патрицианского рода Постумиев, консул 99 года до н. э. Исследователи отождествляют его с ещё одним Авлом Постумием Альбином — легатом, погибшим во время Союзнической войны.

## Происхождение
Авл Постумий принадлежал к одному из знатнейших патрицианских родов Рима, упоминающемуся в источниках, начиная с первого десятилетия Римской республики. В деталях его происхождение неизвестно, так как в Капитолийских фастах на месте преноменов его отца и деда лакуны. Имя Авл носил младший брат и легат Спурия Постумия Альбина, консула 110 года до н. э. Этот нобиль стал виновником поражения римской армии во время Югуртинской войны и после этого предположительно ушёл в изгнание. Уильям Смит предполагает, что консул был сыном легата, а Фридрих Мюнцер — что речь идёт о представителях разных ветвей рода (возможно, двоюродных братьях). Наконец, существует гипотеза, что легат и консул — один и тот же человек. Но современные исследователи считают это сомнительным.

## Биография
Авл Постумий упоминается в источниках только в связи со своим консулатом (99 год до н. э.). Он стал одним из четырёх соискателей этой магистратуры — наряду с Марком Антонием Оратором, Гаем Сервилием Главцией и Гаем Меммием (в соответствии с законом Виллия это означает, что он должен был не позже 102 года до н. э. занимать должность претора). Одно из консульских мест занял Антоний, а за второе должна была развернуться дальнейшая борьба. Но Главцию накануне выборов отстранили, поскольку он был претором текущего года; а утром в день голосования при до конца неясных обстоятельствах был насмерть забит Меммий. Сенат обвинил в организации убийства Главцию и использовал этот инцидент, чтобы расправиться с экс-кандидатом и его политическим союзником — народным трибуном Луцием Аппулеем Сатурнином. Альбин же в результате всех этих событий стал консулом. В историографии существует мнение, что в действительности именно Авл Постумий стоял за убийцами Меммия: тот был его единственным конкурентом в борьбе за консулат, а ранее обвинял родственника Авла (Спурия Постумия) в коррупционном сговоре с Югуртой.
В связи с консулатом Альбина Авл Геллий сообщает о неблагоприятных предзнаменованиях (в сакрарии во дворце Нумы Помипилия, где хранились священные предметы, пришли в движение Марсовы копья), из-за которых Авл Постумий и Марк Антоний приняли постановление о дополнительных жертвах богам. Главным событием 99 года до н. э. стала борьба ряда представителей сенатской аристократии за возвращение из изгнания Квинта Цецилия Метелла Нумидийского, но Альбин в этом контексте не упоминается в источниках — как и в связи с какими-либо ещё событиями, кроме предзнаменований и жертв.
В 89 году до н. э. в источниках появляется ещё один Авл Постумий Альбин. Во время Союзнической войны этот нобиль был легатом и участвовал в осаде Помпей; собственные солдаты убили его камнями и палками из-за «подозрения в позорной измене» или из-за его «нестерпимого высокомерия». Известно, что войско Альбина взял под своё начало Луций Корнелий Сулла, который не стал наказывать виновных в убийстве легата: он «оставил столь тяжкий проступок безнаказанным и даже гордился этим, не без хвастовства говоря, что благодаря этому его люди, дескать, станут еще воинственнее, искупая храбростью свою вину». Плутарх называет Авла бывшим претором, а Орозий — консуляром. Фридрих Мюнцер делает из этого вывод, что, если прав Орозий, то легата необходимо отождествить с консулом 99 года до н. э. В пользу такого отождествления высказался и Броутон.